# UFC Fight Night: Walker vs. Hill
UFC Fight Night: Walker vs. Hill（ユーエフシー・ファイトナイト：ウォーカー・バーサス・ヒル、UFC Fight Night 201、UFC on ESPN+ 59）は、アメリカ合衆国の総合格闘技団体「UFC」の大会の一つ。2022年2月19日、ネバダ州ラスベガスのUFC APEXで開催された。

## 大会概要
本大会はジョニー・ウォーカーとジャマール・ヒルのライトヘビー級戦が組まれた。

## 試合結果

### プレリミナリーカード
第1試合 バンタム級 5分3R
○  マリオ・バティスタ vs.  ジェイ・ペリン ×
3R終了 判定3-0（30-27、30-27、30-26）
第2試合 フェザー級 5分3R
○  ジョナサン・ピアース vs.  クリスチャン・ロドリゲス ×
3R終了 判定3-0（30-27、29-28、29-28）
第3試合 バンタム級 5分3R
○  チャド・アンヘリガー vs.  ジェシー・ストレーダー ×
3R 3:33 TKO（左フック→パウンド）
第4試合 女子ストロー級 5分3R
○  グロリア・ジ・パウラ vs.  ディアナ・ベルビタ ×
3R終了 判定3-0（29-28、29-28、29-28）
第5試合 フェザー級 5分3R
○  チャス・スケリー vs.  マーク・ストリーグル ×
2R 2:01 TKO（右膝蹴り→パウンド）
第6試合 女子バンタム級 5分3R
○  ステファニー・エッガー vs.  ジェシカ＝ローズ・クラーク ×
1R 3:44 腕ひしぎ十字固め
第7試合 148ポンド契約 5分3R
○  デビット・オナマ vs.  ガブリエル・ベニテス ×
1R 4:24 KO（スタンドパンチ連打）
※ベニテスの体重超過によりフェザー級から変更。

### メインカード
第8試合 ミドル級 5分3R
○  ホアキン・バックリー vs.  アブドゥル・ラザク・アルハッサン ×
3R終了 判定2-1（28-29、29-28、29-28）
第9試合 ライト級 5分3R
○  ジム・ミラー vs.  ニコラス・モッタ ×
2R 1:58 TKO（右フック→パウンド）
第10試合 ヘビー級 5分3R
○  パーカー・ポーター vs.  アラン・ボドウ ×
3R終了 判定3-0（29-28、29-28、29-28）
第11試合 195ポンド契約 5分3R
○  カイル・ドーカス vs.  ジェイミー・ピケット ×
1R 4:59 ダースチョーク
第12試合 ライトヘビー級 5分5R
○  ジャマール・ヒル vs.  ジョニー・ウォーカー ×
1R 2:55 KO（右フック→パウンド）

### 各賞
ファイト・オブ・ザ・ナイト：該当無し
パフォーマンス・オブ・ザ・ナイト：ジャマール・ヒル、カイル・ドーカス、デビット・オナマ、ステファニー・エッガー
各選手にはボーナスとして5万ドルが授与された。

### カード変更
負傷などによるカードの変更は以下の通り。